# Hieracium carneum
Hieracium carneum ist eine Pflanzenart aus der Gattung der Habichtskräuter (Hieracium) innerhalb der Familie der Korbblütler (Asteraceae). Sie kommt in den südlichen USA und dem nördlichen Mexiko vor.

## Beschreibung

### Vegetative Merkmale
Hieracium carneum ist eine krautige Pflanze, die Wuchshöhen von 30 bis 60 Zentimetern erreicht. Die aufrechten Stängel sind kahl oder mit feinen und rauen 0,6 bis 1 Zentimeter langen Haaren besetzt und haben unbehaarte Basis.
An der Stängelbasis befinden sich keine oder bis zu fünf grundständige Laubblätter, während sich am Stängel vier bis acht, gelegentlich auch mehr Laubblätter befinden. Die Blattspreite ist bei einer Länge von 4 bis 12 Zentimetern sowie einer Breite von 0,5 bis 2 Zentimetern verkehrt-lanzettlich über lanzettlich bis linealisch mit keilförmiger bis gestutzter Spreitenbasis und abgerundeter oder spitz zulaufender Spreitenspitze. Die Spreitenränder sind ganzrandig. Sowohl die Blattunterseite als auch die Blattoberseite können glauk sein und sind mit 0,3 bis 0,6 Zentimeter langen, feinen Haare besetzt, können aber auch kahl sein.

### Generative Merkmale
Die Blütezeit liegt im Juli. Der schirmrispen- bis rispenartige Gesamtblütenstand enthält meist 6 bis 25, gelegentlich auch mehr körbchenförmige Teilblütenstände. Der Blütenstandsschaft ist meist kahl, seltener auch drüsig behaart. Das bei einem Durchmesser von 0,7 bis 1 Zentimetern glockenförmige Involucrum enthält 13 bis 16, gelegentlich auch mehr an der Unterseite meist kahle, seltener auch drüsig behaarte Hüllblätter. Die Blütenkörbchen rund 20 Zungenblüten. Die weißen bis leicht rosafarbenen Zungenblüten sind etwa 0,8 Zentimeter lang.
Die Achänen sind bei einer Länge von 3 bis 4,5 Millimetern krugförmig. Der Pappus besteht aus 50 bis 60 weißen bis strohfarbenen Borstenhaaren, welche 0,4 bis 0,5 Zentimeter lang sind.

## Vorkommen
Das natürliche Verbreitungsgebiet von Hieracium carneum liegt in den südlichen USA und dem Norden Mexikos. Es umfasst dabei die US-Bundesstaaten Arizona, New Mexico und Texas sowie den mexikanischen Bundesstaat Chihuahua.
Hieracium carneum gedeiht in Höhenlagen von 2000 bis 2300 Metern auf felsigen Untergründen.

## Taxonomie
Die Erstbeschreibung als Hieracium carneum erfolgte 1881 durch Edward Lee Greene in  Botanical Gazette, Band 6, Nummer 3, Seite 184.